# Paul Loosen
Paul Loosen (* 5. Januar 1924 in Ürzig; † 2. Februar 2001 in Bernkastel-Kues) war ein deutscher Politiker (CDU).

## Leben und Beruf
Nach dem Besuch von Volksschule und Gymnasium legte er 1943 ein Notabitur ab. Im Anschluss an Kriegsdienst und Kriegsgefangenschaft konnte er 1946 das Abitur ablegen, dem das Studium der Fächer Deutsch, Geschichte und Erdkunde und ab 1948 ein Jurastudium in Bonn folgte. Nach dem Ersten Juristischen Staatsexamen 1951 folgte 1953 die Promotion zum Dr. jur. Von 1954 bis 1955 besuchte er Lehrgänge in Weinbau und Kellerwirtschaft an der Weinbaulehranstalt Kreuznach und der Hessischen Lehr- und Forschungsanstalt Geisenheim. Im Anschluss war er in der Leitung eines Weinbaubetriebs in Bernkastel-Kues tätig.

## Partei
Loosen beantragte am 23. März 1942 die Aufnahme in die NSDAP und wurde zum 1. September desselben Jahres aufgenommen (Mitgliedsnummer 9.161.787). Nach dem Krieg wurde er 1956 Mitglied der CDU. Er war Mitglied des Vorstands des CDU-Kreisverbands Bernkastel-Wittlich und Vorsitzender des CDU-Stadtverbands Bernkastel-Kues.

## Abgeordneter
Loosen gehörte dem rheinland-pfälzischen Landtag als Nachrücker für Günther Schartz vom 1. Januar 1977 bis zm 17. Mai 1979 an. Er war Mitglied im Ausschuss für Landwirtschaft, Weinbau und Umwelt und im Petitionsausschuss.
Er wurde in den Kreistags Bernkastel bzw. Bernkastel-Wittlich gewählt und übte die Funktion des Kreisdeputierten aus.
Er war 1979 Mitglied der 7. Bundesversammlung.

## Ehrungen
- Bundesverdienstkreuz am Bande (1992)

## Sonstiges Engagement
Er war stellvertretender Vorsitzender des Weinbauverbands Mosel-Saar-Ruwer, Zweiter Vorsitzender des Bauern- und Winzerverbands des Kreises Bernkastel-Wittlich und Mitglied im Vorstand des Deutschen Weinbauverbands.